# يوزدان (مقاطعة فسا)
يوزدان (بالفارسية: یوزدان) هي قرية تقع في Jangal Rural District في إيران. يقدر عدد سكانها بـ 17 نسمة بحسب إحصاء 2016.